# Коппа (літера)
Ко́ппа (грец. κόππα, дав.-гр. ϙόππα, у латинізованому запису koppa чи qoppa) — літера грецької абетки. Архаїчне написання Ϙ, ϙ, пізніше — Ϟ ϟ.

## Історія
У фінікійському алфавіті існувала літера коф, що позначала фонему /q/, звичайну для семітських мов. Форма букви може походити від зображення голки з вушком, вузла, чи навіть мавпи зі звішеним донизу хвостом. Деякі навіть припускали, що походження накреслення літери «коф» ще давніше: від єгипетського ієрогліфа з фонетичним значенням wj. Греки, адаптувавши фінікійське письмо для своєї мови, дали літері назву «коппа».
Припускають, що первісно «коппа» призначалася для передачі лабіалізованого велярного проривного, наприклад, /kʷ/ чи /kʷʰ/; глухий язичковий проривний звук /q/ був відсутній у грецькій фонологічній системі. Надалі в давньогрецьких діалектах /kʷ/ і /kʷʰ/ змінилися відповідно в /p/ і /pʰ/. Тому різні накреслення букви «коппа» перетворили на дві окремі літери: Ϙ («коппа»), що стала позначати фонему /k/ перед голосними заднього ряду; і Φ, φ («фі»), яка первісно передавала придиховий звук /pʰ/, чия вимова надалі змінилася в /f/.
Деякий час «коппа» використовувалася для позначення /k/ перед голосними заднього ряду, але згодом була витіснена буквою Κ, κ («каппа»), однак продовжувала використовуватися для позначення числа 90. З часом накреслення літери змінилося і стало Z-подібним ().

### Нащадки
- У латині від коппи походить літера Q («ку»).
- У кирилиці — кирилична коппа.

## Інші застосування

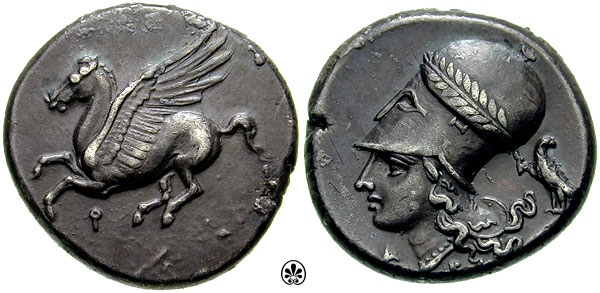
Коринфский статер. На аверсі під зображенням Пегаса — буква «коппа»

Коппа була символом міста Коринфа, назва якого історично писалася як Ϙόρινθος.

## «Коппа» вЮнікоді
| Зовнішній вигляд | Кодова позиція | Назва                            |
| ---------------- | -------------- | -------------------------------- |
| Ϙ                | U+03D8         | Greek Letter Archaic Koppa       |
| ϙ                | U+03D9         | Greek Small Letter Archaic Koppa |
| Ϟ                | U+03DE         | Greek Letter Koppa               |
| ϟ                | U+03DF         | Greek Small Letter Koppa         |